# Resolució 1976 del Consell de Seguretat de les Nacions Unides
La Resolució 1976 del Consell de Seguretat de les Nacions Unides fou adoptada per unanimitat el 16 d'abril de 2011. Després de recordar resolucions anteriors sobre la situació a Somàlia, particularment les resolucions 1918 (2010) i 1950 (2010), el Consell va decidir considerar l'establiment de tribunals somalis especials per jutjar als pirates que operen a la costa del país.
La resolució va ser redactada per Colòmbia, França, Itàlia, Rússia, Espanya i Ucraïna.

## Observacions
En el preàmbul de la resolució, el Consell de Seguretat va expressar la seva preocupació per l'augment de l'activitat pirata i les conseqüències en l'enviament internacional, condemnant els actes de presa d'ostatges. Va afirmar que calia abordar les causes subjacents de la pirateria, inclosa la construcció de l'economia de Somàlia i la lluita contra la pobresa. Al mateix temps, el Consell es va preocupar que els pirates utilitzessin les acusacions de pesca il·legal i l'abocament de residus tòxics per justificar activitats criminals.
Tots els països van ser convidats a participar en la lluita contra la pirateria; les Nacions Unides i les organitzacions internacionals proporcionarien assistència per reforçar el sistema de justícia a Somàlia, Kenya i les Seychelles per processar pirates, tot i que molts van ser alliberats sense judici.

## Actes
La resolució va reconèixer la inestabilitat continuada a Somàlia com una de les causes subjacents del problema de la pirateria. Es va demanar a les organitzacions internacionals, inclòs el Programa de les Nacions Unides per al Desenvolupament que ajudessin a les autoritats de Somàlia a establir governança i estat de dret sobre les àrees sense llei on s'havien produït actes de pirateria. Es s'hauria d'investigar i denunciar les al·legacions de pesca il·legal i l'abocament de residus tòxics.
A més, el Consell va argumentar que la capacitat jurídica de Somàlia i els països de la regió havia de ser augmentada per perseguir als pirates i, per tant, consideraria la possibilitat d'establir tribunals especials per jutjar els pirates encara que no va aclarir on es trobarien aquests tribunals.